# Pałac Ballestremów we Wrocławiu
Pałac Ballestremów – zabytkowy budynek we Wrocławiu, przy ulicy Pawła Włodkowica 4-6.

## Historia pałacu

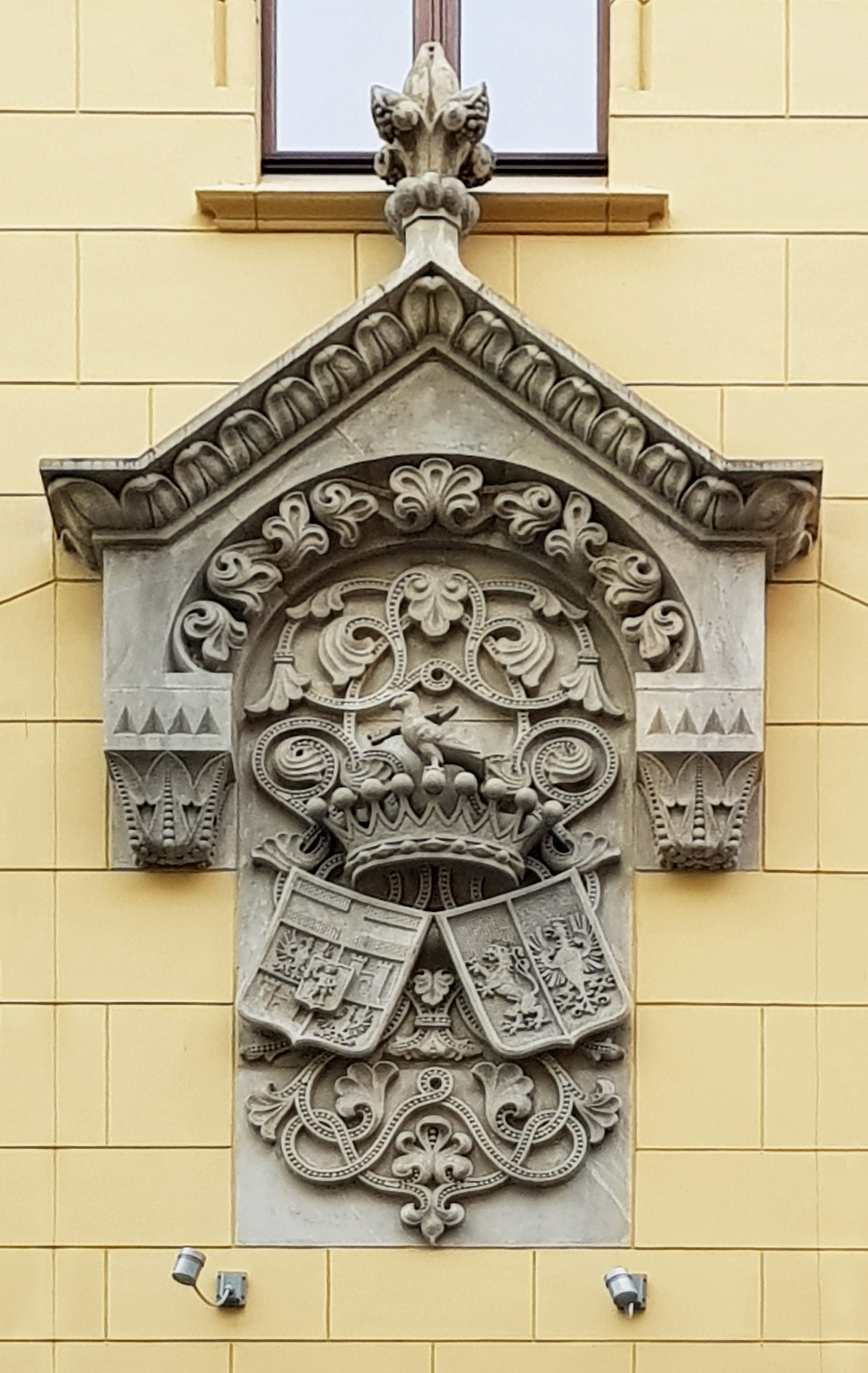
Herb von Ballestrema na fasadzie pałacu

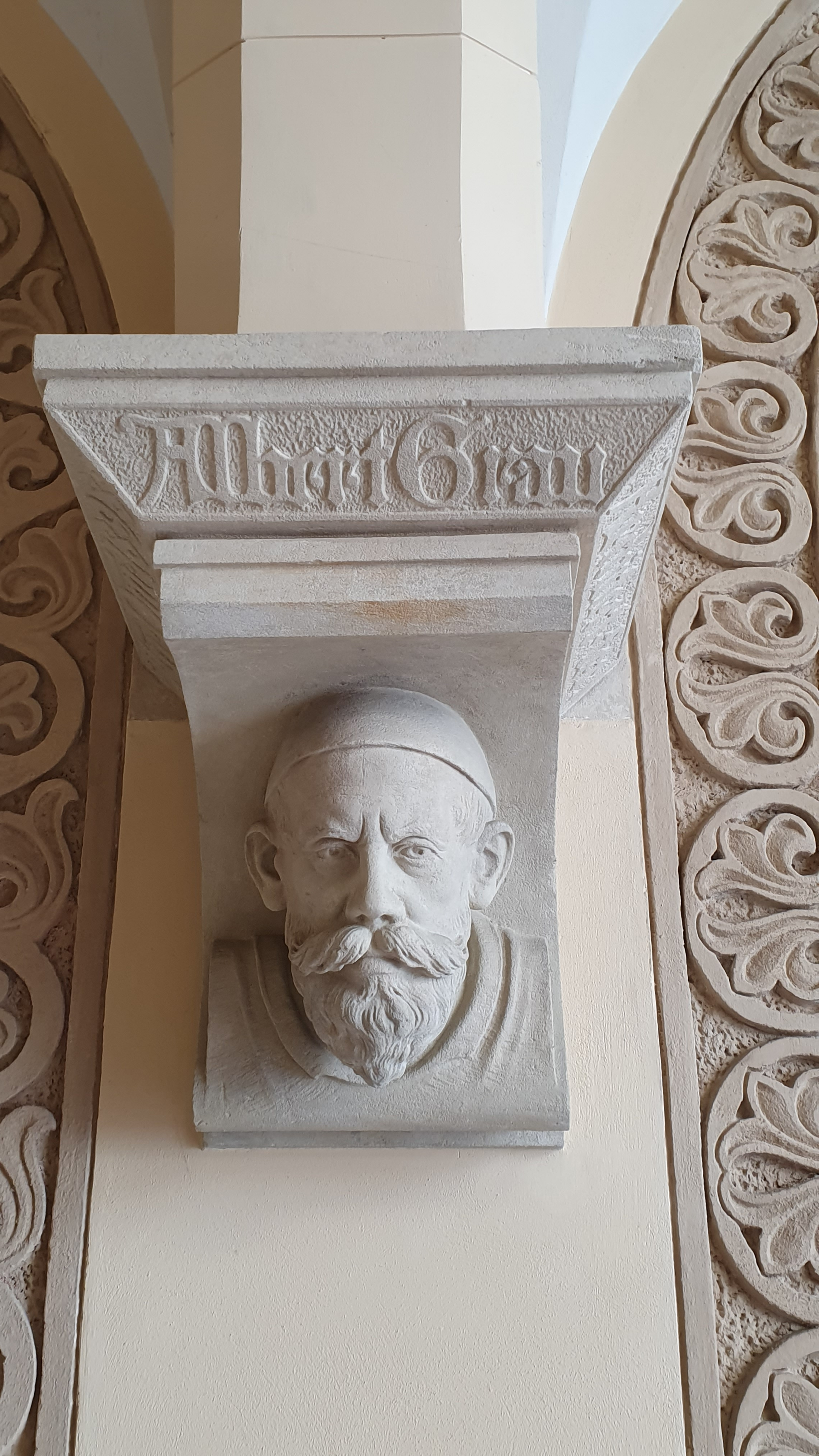
Głowa projektanta Alberta Grau

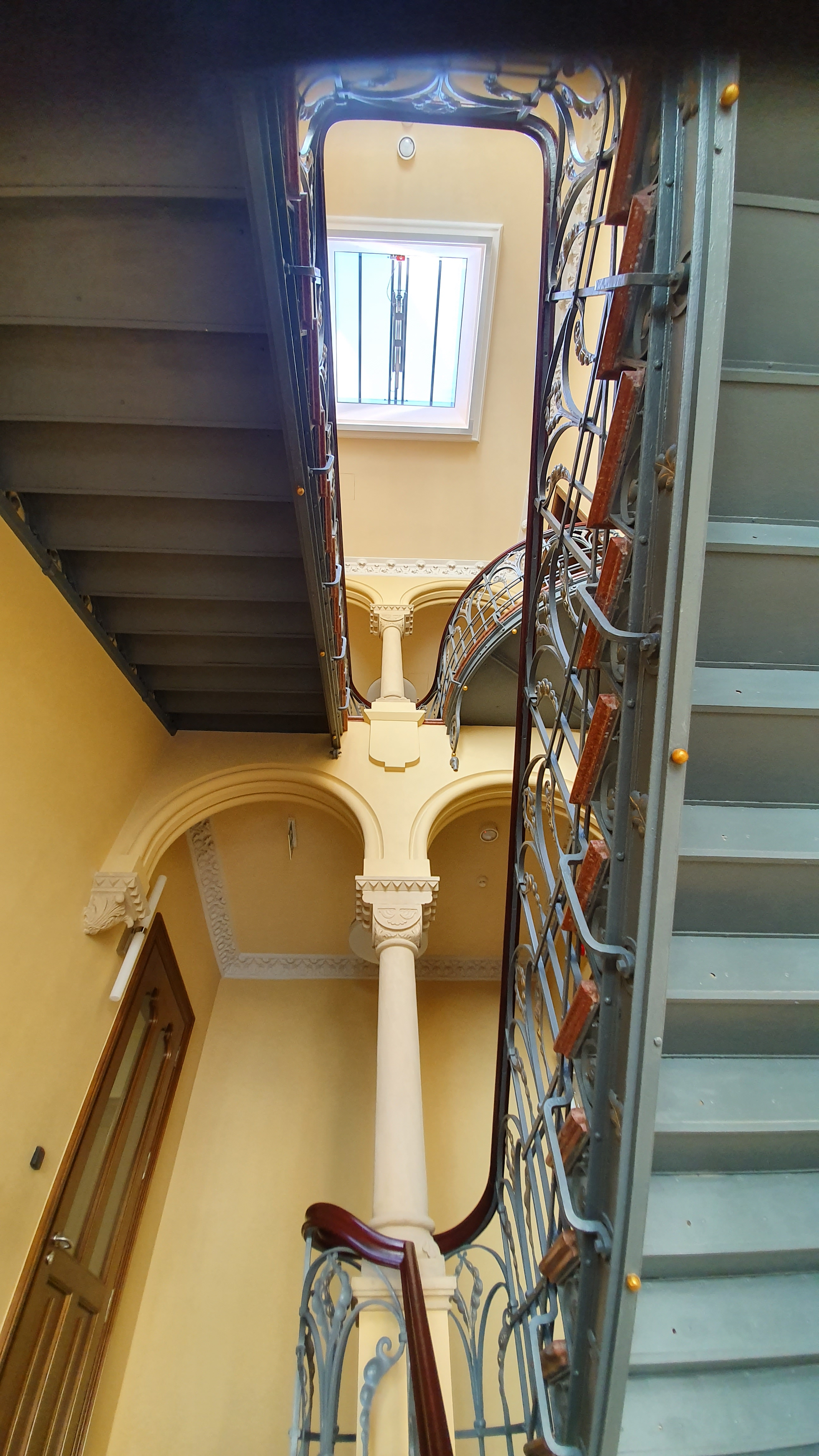
Klatka schodowa

W miejscu, gdzie dziś znajduje się pałac Ballestremów, znajdowały się mury obronne wzniesione w średniowieczu, ostatecznie rozebrane po 1807 roku. Ich relikty znajdują się jeszcze w pałacowych piwnicach. Zachowały się również XVIII wieczne spłaszczone łuki, otwór wentylacyjny wyciągający dym prochowy i brama forteczna.
W 1823 roku oficjalnie wytyczono ulicę Wallstrasse (obecnie Pawła Włodkowica), ale już w 1815 tereny znajdujące się wzdłuż przyszłej ulicy podzielono na parcele. W 1816, na działce nr 6, ustawiono obelisk z wmurowaną żelazną tablicą z napisem upamiętniającym wybuch Wieży Prochowej w 1749 roku. Przyszły właściciel był zobowiązany do utrzymania go w dobrym stanie, a w razie wzniesienia w jego miejsce budynku przeniesienie tablicy na jego ścianę frontową. W 1819 roku parcele nr 4 i 6 (wówczas 5 i 4) zostały zakupione przez mistrza murarskiego Dobego oraz mistrza ciesielskiego Langera a zgodnie z umową podpisaną w 1821 roku zakupione działki mógł być zabudowane tylko od strony ulicy, do głębokości ok. 26 metrów (siedmiu prętów miejskich) lub być użytkowane jako ogród czy dziedziniec. W okresie pomiędzy 1821 a 1827 rokiem na działkach nr 4 i 6 wzniesiono pierwsze zabudowania; w 1837 roku były to budynek użytkowany przez Dyrekcję Prowincjonalnego Urzędu Podatkowego (nr 6) oraz willa dla dyrektora.
Ówczesny budynek wzniesiony na posesji nr 4 był klasycystyczną dwukondygnacyjną willą, z jedenastoosiową elewacją, zakończoną niskim dachem z tarasem w części centralnej. Elewacja tylnej części budynku posiadała wydatny ryzalit z jednokondygnacyjnym kolumnowym portykiem. Okna tylne posiadały zamykane na zewnątrz okiennice. Stylistyka elewacji budynku i jego bryła utrzymana była w stylu Langhansa. Dom nr 4 był wzniesiony na planie wydłużonego czworoboku, miał cztery kondygnacje i pokryty był dwuspadowym dachem. Jego piętnastoosiowa elewacja była zupełnie płaska, bez wyraźnej artykulacji z wyjątkiem osi środkowej w której okna były szersze, kwadratowe. Wewnątrz budynek był dwutraktowy o wąskim korytarzu rozdzielającym małe pokoje.
W 1896 roku budynki zostały opuszczone, a w marcu 1897 wystawione na sprzedaż. W maju tego samego roku budynki za kwotę 350 tysięcy marek (wyjściowa kwota licytacyjna wynosiła 900 tys. marek) zakupiła spółka górniczo-hutnicza Georg von Giesche’sche Erben oraz hrabia Franz Xawery von Ballestrem, który zobowiązany był do pokrycia połowy kosztów. We wrześniu były już gotowe plany projektu nowej zabudowy wykonane przez wrocławskiego architekta Roberta Hönscha. Warunkiem uzyskania zgody na wzniesienie nowych budynków było wystawienie dwóch reprezentatywnych elewacji. Koszt ich wykonania był bardzo wysoki, przez co zarząd spółki postanowił zrezygnować z planów budowy, a drugą połowę posiadłości sprzedać Franzowi von Ballestremowi.
Hrabia Franz von Ballestrem (1834-1910) był potomkiem hrabiowskiego rodu Ballestremów, z linii rodziny z Sabaudii, magnatów przemysłowych na Dolnym i Górnym Śląsku. Sam Franz był przewodniczącym Reichstagu (od 1896) oraz tajnym radcą dworu Wilhelma II i wielkim konturem zakonu maltańskiego. Prowadził działalność charytatywną i socjalną: był założycielem na terenach swoich posiadłości kilkunastu szkół, szpitali, sanatoriów, domu opieki oraz fundatorem kilku osiedli robotniczych. Od 1862 był właścicielem kamienicy przy nr 8 stojącej tam od początku XIX wieku. Budynek podarował mu jego ojciec Carl Wolfgang Ballestrem, który zakupił go za 25 tysięcy talarów. Od 1897 stał się właścicielem trzech posesji: nr 4, 6 i 8.

## Opis architektoniczny
Projekt nowej rezydencji Ballestremów powierzono wrocławskiemu architektowi Albertowi Grauowi. Grau był miłośnikiem form zaczerpniętych z architektury średniowiecza, którymi się inspirował. Jak pisze Jolanta Gromadzka: przywiązywał wielka wagę do starannej, rzemieślniczej realizacji swoich projektów(...). Rzadko sięgał po fabrycznie produkowane elementy dekoracyjne, większość detali była opracowana indywidualnie i wykonywana metodami rzemieślniczymi
Na początku 1898 gotowe były plany przebudowy domów, a jej realizacja trwała do 1899. Główne prace skoncentrowały się na dawnej willi dyrektorów, sąsiednie budynki wyburzono. Zmieniono rzut i bryłę budynku oraz system komunikacyjny. Poszerzono skrzydło boczne od strony ogrodu dodając do niego trakt mieszkalny. Portyk znajdujący się na osi ryzalitu środkowego został przekształcony w trzyosiową werandę z tarasem na dachu.

### Elewacja
Starej willi nadano charakter reprezentatywny o formach zbliżonych do romanizmu i z elementami secesyjnymi. W środkowej części budynku dodano trzecią kondygnację. W osi poprzecznej korpusu wzniesiono belweder zasłonięty od strony elewacji schodkowym szczytem. Fasada wyłożona została kwadrowaniem imitującym kamienne ciosy oraz umieszczono w niej zróżnicowanymi neogotyckimi otworami okiennymi. Półkolista brama do budynku została umieszczona we wschodniej części, przez którą wchodzi się do wąskiego korytarza prowadzącego do klatki schodowej. Nad arkadą umieszczono kartusz z inskrypcją Commutatum et renovatum An. Do. 1898. Po ostatnich remontach w XXI wieku na osi skrzydła zachodniego przebito dodatkowe wejście do budynku, również zakończone arkadą.
Na frontowej fasadzie oraz w jej zachodniej części elewacji ogrodowej znajdują się herby właściciela oraz jego żony, hrabianki von Saurma-Jeltsch. W południowo-zachodnim narożniku umieszczona została figurka św. Jadwigi autorstwa Carla Frankego. Nad wejściem do budynku umieszczona została inskrypcja upamiętniająca architekta Graua: „Architekt Albert Grau”, a na konsoli sklepienia sieni umieszczono jego popiersie.
Pod koniec I wojny światowej wnętrza budynku przerobiono na mieszkania, w których zamieszkali krewni rodziny.

## Po 1945 roku
Po II wojnie światowej w ocalałym budynku znajdowała się siedziba Urzędu Bezpieczeństwa, a następnie utworzono czternaście mieszkań komunalnych. W lipcu 2012 roku gmina Wrocław sprzedała pałac Ballestremów za 8,25 mln zł. Nowym właścicielem budynku została spółka LOOK Finansowanie Inwestycji S.A.
Nowy właściciel sfinansował generalny remont budynku pod nadzorem konserwatora zabytków. Wiele elementów wyposażenia dawnego pałacu zachowało się. Najbardziej reprezentatywną salą w pałacu jest ogromna, bo mająca 70 metrów kwadratowych, sala Maltańska, mieszcząca się na pierwszym piętrze. W sali odbywały się spotkania członków zakonu maltańskiego. Na parterze znajduje się jedna sala tzw. sala myśliwska, gdzie zachowała się boazeria i sztukateria ze scenami m.in. polowania myśliwych z chartami.
Odnowiona została klatka schodowa wraz ze schodami z czerwonego terazzo i z zachowaną metalową balustradą powstałą w gliwickiej hucie Ballestremów. Ponadto klatka posiada wielkie neogotyckie okna, w których dawniej znajdowały się witrażowe kwatery (obecnie zachowane jedynie w dwóch kwaterach na drugim piętrze). Na półpiętrach odrestaurowano dębowe szafy.